# Pescador
Pescador là một đô thị thuộc bang Minas Gerais, Brasil. Đô thị này có diện tích 317,615 km², dân số năm 2007 là 4056 người, mật độ 12 người/km².